# Unsere Zeit
Unsere Zeit (en français Notre temps) est un journal hebdomadaire allemand, organe du Parti communiste allemand (en allemand : Deutsche Kommunistische Partei, abrégé en DKP).

## Histoire
Un précurseur de l'organe du DKP est apparemment un journal du même nom, paru à Mannheim toutes les deux semaines de mai 1962 à avril 1964, qui compte douze pages et est tiré entre 2 500 et 3 000 exemplaires. Eberhard Weber est le rédacteur en chef ; il est édité par le serrurier et syndicaliste de Mannheim, Eugen Straub. Le parquet du tribunal régional de Karlsruhe accuse Straub d'avoir violé l'interdiction du KPD imposée en 1956 dans le cadre de son projet de journal. Weber occupe ensuite des postes de direction au sein du DKP, reconstitué en 1968, et en est le porte-parole jusqu'en 1986, avant de devenir rédacteur en chef de Progress-Presse-Agentur. Weber sera rédacteur en chef adjoint du quotidien, organe du parti, UZ-Unsere Zeit.
Le premier numéro du journal du parti DKP Unser Zeit paraît le 3 avril 1969, juste avant la conférence du DKP à Essen (12 et 13 avril 1969). Il est édité par Kurt Bachmann, secrétaire du DKP de 1969 à 1973. Gerd Deumlich en est le premier rédacteur en chef. À partir du numéro 11 du 10 mars 1972, UZ porte le sous-titre Journal du DK et indique dans la mention que l'éditeur est le dirigeant du DKP au lieu de Bachmann. Dans les années 1980, Georg Polikeit est rédacteur en chef d’UZ.
Unsere Zeit devient quotidien à partir du 1er octobre 1973 avec le sous-titre Le journal des travailleurs - journal du DKP  à Neuss grâce à l'aide financière massive de la République démocratique allemande. Le tirage du quotidien UZ en 1973 est d'environ 60 000 exemplaires, celui de l'hebdomadaire UZ d'environ 50 000 exemplaires. Début avril 1975, UZ n'est publié que comme quotidien ; l'hebdomadaire est supprimé, principalement pour des raisons économiques. L'édition du vendredi comprend un supplément du week-end et est produite à peu près en double tirage. Le tirage de d’UZ connaît certaines fluctuations au cours des années suivantes, tombe à environ 25 000 exemplaires en 1981 ou 50 000 exemplaires pour l'édition du week-end du vendredi, puis à 20 000 exemplaires vers la fin des années 1980 (édition du vendredi : moins de 40 000 exemplaires). Pendant de nombreuses années, l’UZ paraît six jours par semaine (du lundi au samedi). Pour des raisons de coût, une édition du lundi n'est pas réalisée entre juillet 1983 et octobre 1986. Lors d'occasions spéciales, des éditions spéciales sont imprimées avec un tirage allant jusqu'à 400 000 exemplaires.
En 1989, après l'arrêt du financement du Parti socialiste unifié d'Allemagne (SED), la publication du quotidien est arrêtée et une quarantaine d'employés sont licenciés. À la fin des années 1980, la RDA finance UZ à hauteur d'environ 12 millions de DM par an. À partir de janvier 1990, UZ paraît sous forme d'hebdomadaire, bimensuel entre l'été 1990 et juillet 1996 et initialement tiré à 20 000 exemplaires. Depuis, Unsere Zeit paraît sous forme d'hebdomadaire de 16 pages. La situation financière reste tendue et le tirage est en baisse constante. Selon l'Office fédéral de protection de la constitution, le tirage s'élève à environ 7 500 exemplaires dans tout le pays, alors que la rédaction à la fête de la presse de l’UZ en 2005 évoque 9 000 exemplaires. Le journal déclare un tirage de 6 000 exemplaires en juin 2012.

## Rédacteurs en chef et adjoints
- Gerd Deumlich (rédacteur en chef 1969-1970)
- Georg Polikeit (rédacteur en chef 1972-1988)
- Conrad Schuhler (rédacteur en chef 1988-1989)
- Hans Bert Reuvers (rédacteur en chef 1989-1990)
- Rolf Priemer (rédacteur en chef 1996-2007)
- Wolfgang Teuber (rédacteur en chef 2007-2012)
- Nina Hager (rédactrice en chef 2012-2016)
- Lucas Zeise (rédacteur en chef 2016-2017)
- Lars Mörking (rédacteur en chef 2017-2020)
- Wera Richter (rédacteur en chef depuis 2020)
- Eberhard Weber (rédacteur en chef adjoint, 1969-1970)
- Ulrich Sander (rédacteur en chef adjoint de 1978 à 1990)